# Korosten
Korosten (en ukrainien et en russe : Коростень; en polonais : Korosteń) est une ville de l'oblast de Jytomyr, en Ukraine, et le centre administratif du raïon de Korosten. Sa population s'élève à 56 073 habitants en 2025.

## Géographie
Korosten est située sur la rivière Ouj, à 78 km au nord de Jytomyr et la gare de Korosten la relie au réseau ferré ukrainien.

## Histoire
La fondation de la ville remonte au début du VIIIe siècle. Elle est entourée d’une enceinte en bois et s’appelle alors Iskorosten, qui signifie littéralement « ville de murs en écorce ». Elle est mentionnée pour la première fois en 914 comme la capitale de la tribu slave des Drevliens. Après le refus des Drevliens de payer un tribut supplémentaire au prince Igor de Kiev, ils capturent ce dernier et le tuent de manière cruelle. 

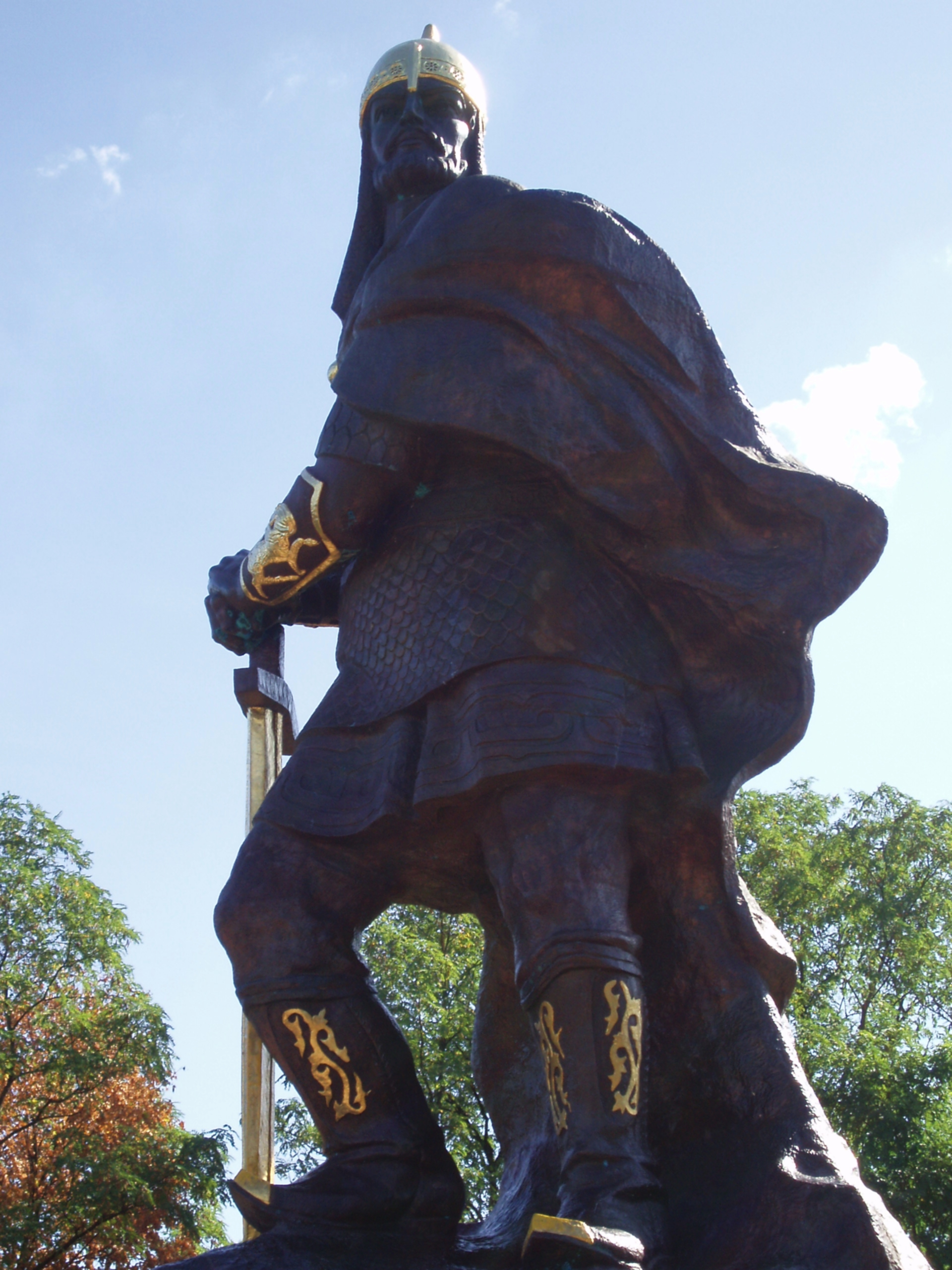
Le Knyal Maz Develien, opposant d'Olga.

Sa veuve Olga se venge des Drevliens et fait incendier Iskorosten en 945. La ville et les terres environnantes font ensuite partie de la Rus' de Kiev. En 1240, Iskorosten est détruite par les Mongols. Elle est prise en 1370 par le grand-duché de Lituanie.

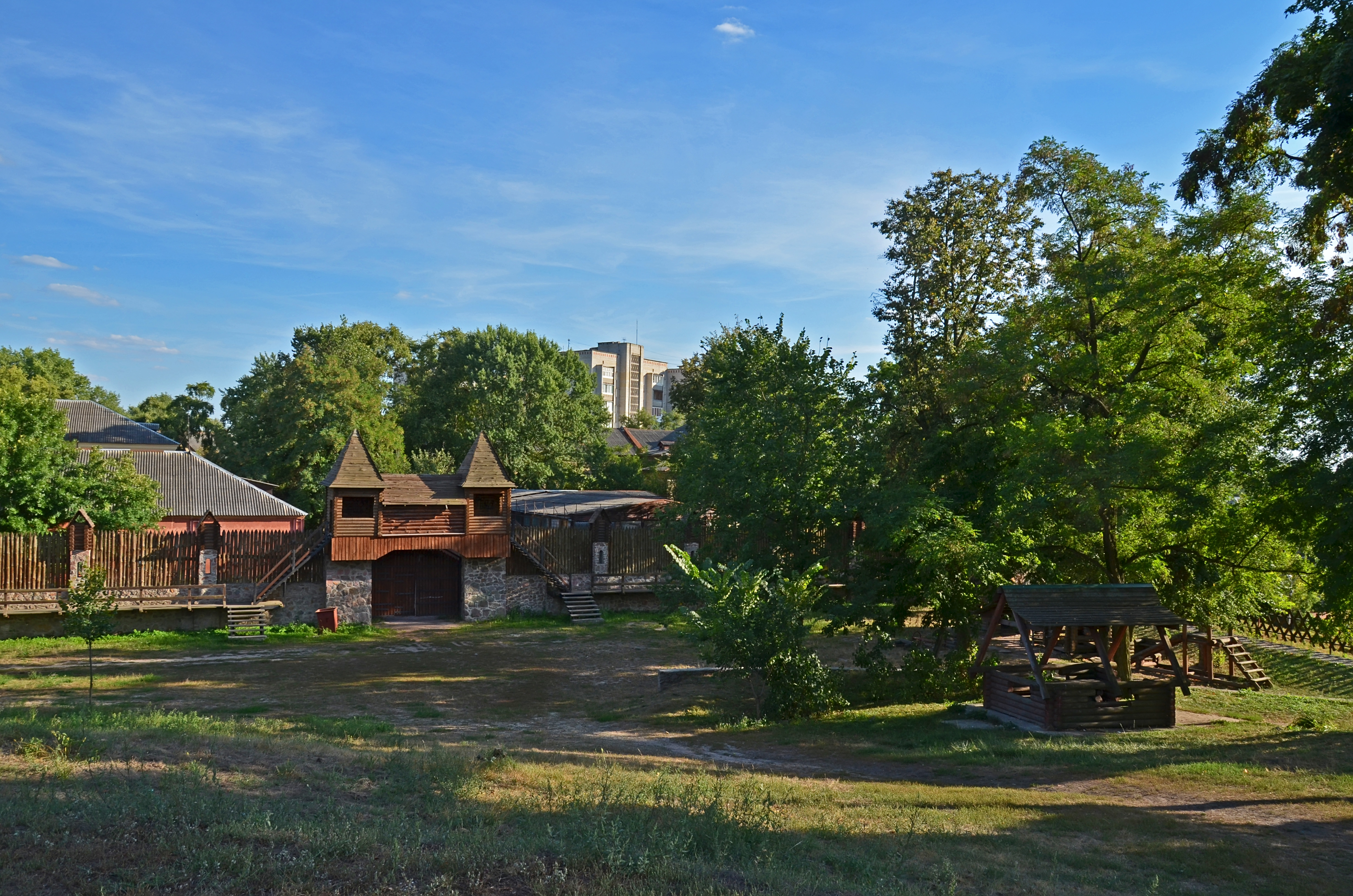
Ikorosten reconstitué, classée.

En 1589, Ikorosten reçut le statut de ville. Entre 1649 et 1667, elle fait partie de l'État cosaque de Bogdan Khmelnitski, mais retomba ensuite sous la domination polonaise. En 1795, elle passe sous la domination de l'Empire russe, mais c'est une petite ville de province sans importance.
La construction du chemin de fer Kiev – Kovel, en 1902, transforme la situation de la ville. Elle est renommée Korosten en 1917. Pendant la Seconde Guerre mondiale, la ville est occupée par l’Allemagne nazie du 7 juillet 1941 au 28 décembre 1943. Les forêts des environs servent de refuge à de nombreux partisans, qui multiplient les actions de sabotage contre les forces d’occupation. Les représailles menées contre la population civile par les Waffen SS sont particulièrement brutales. En 1945, Korosten est complètement détruite.
En 1986, la population de Korosten (située à environ 50 km de la zone interdite) est fortement affectée par la catastrophe de Tchernobyl. Plusieurs années après la catastrophe, plusieurs villages aux alentours ont encore des niveaux de radioactivité élevés, avec des mesures à 0,112 milliroentgen à l'heure à Voronevo, alors que la norme dans ces régions est de 0,015-0,017. Au village de Obikhody, le niveau de contamination du sol est de 22,6 curies au km2.
Deux cent familles ukrainiennes de Korosten sont accueillies par la ville française de Bourges à la suite de la Guerre russo-ukrainienne de 2022.

## Population
Recensements (*) ou estimations de la population :
| 1923* | 1926*  | 1939*  | 1959*  | 1970*  | 1979*  |
| ----- | ------ | ------ | ------ | ------ | ------ |
| 8 678 | 11 994 | 30 806 | 38 041 | 55 767 | 65 333 |

| 1989*  | 2001*  | 2010   | 2011   | 2012   | 2013   |
| ------ | ------ | ------ | ------ | ------ | ------ |
| 72 367 | 66 669 | 65 442 | 65 372 | 65 634 | 65 503 |

| 2021   | - | - | - | - | - |
| ------ | - | - | - | - | - |
| 62 285 | - | - | - | - | - |

## Lieux d’intérêt

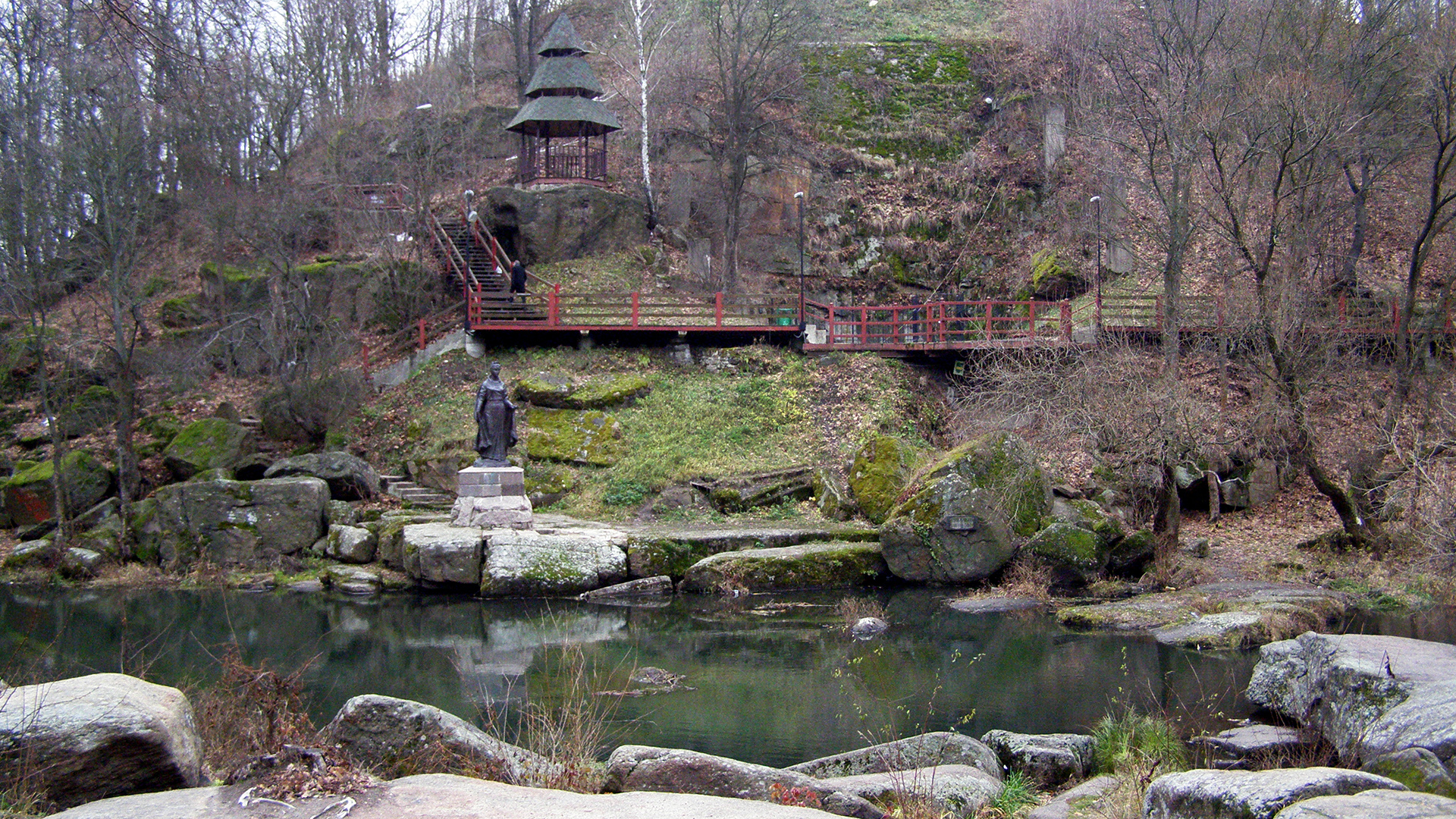
Parc des Dreveliens, monument à la princesse Olga, classé[5].
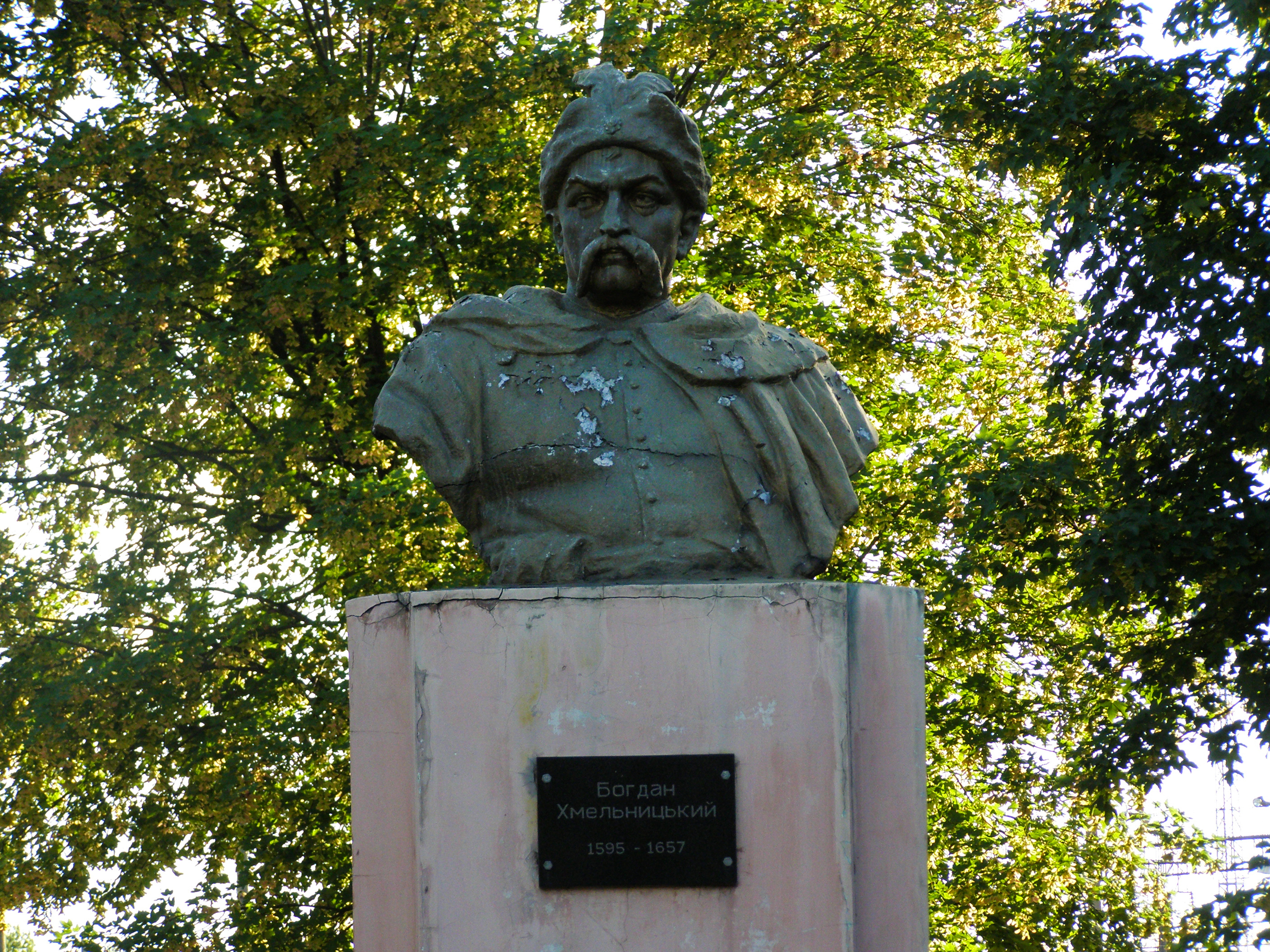
Monument à Bogdan Khmelnitski, classé[6].
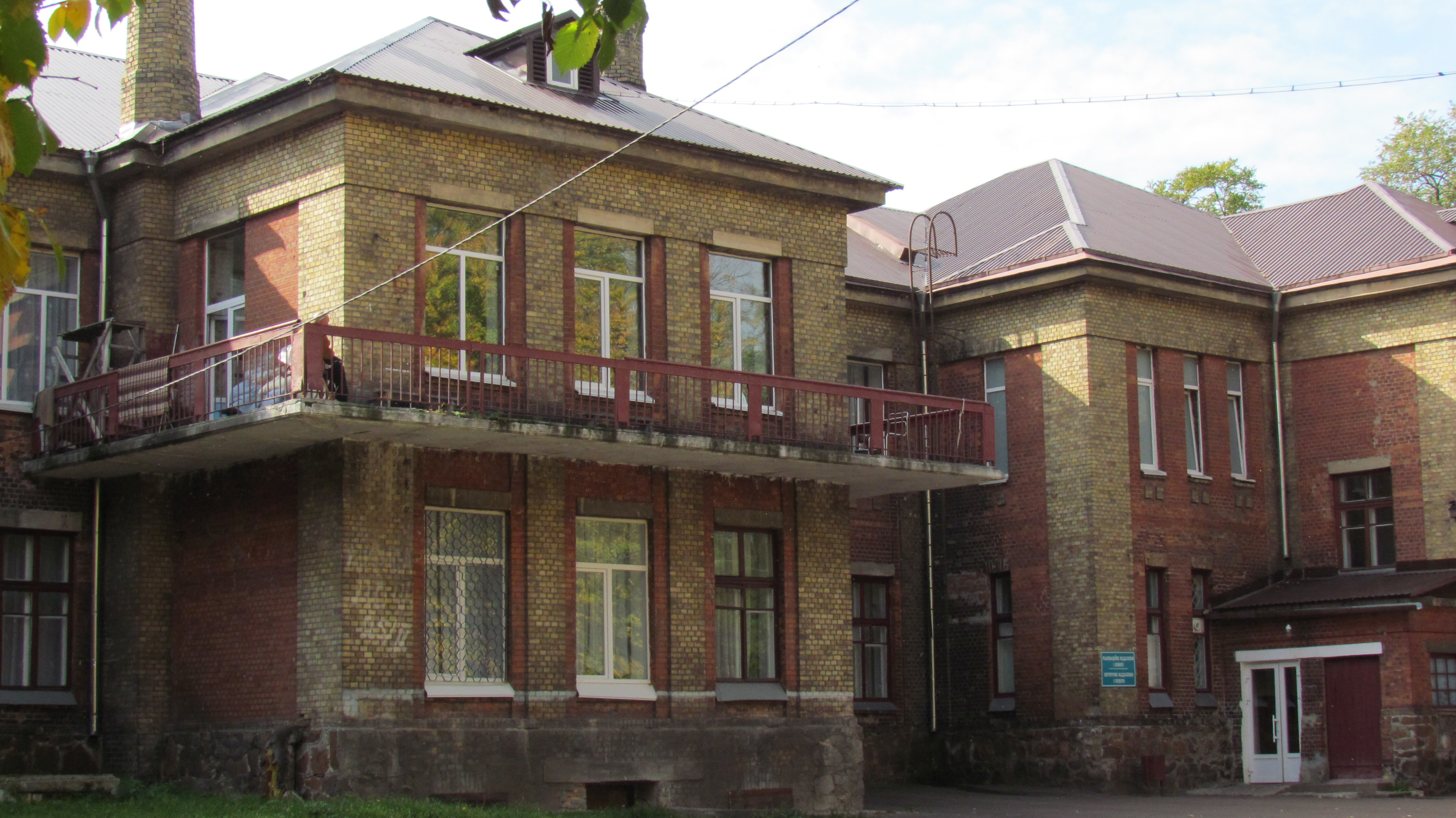
Bâtiment de l'hôpital, classé[7].
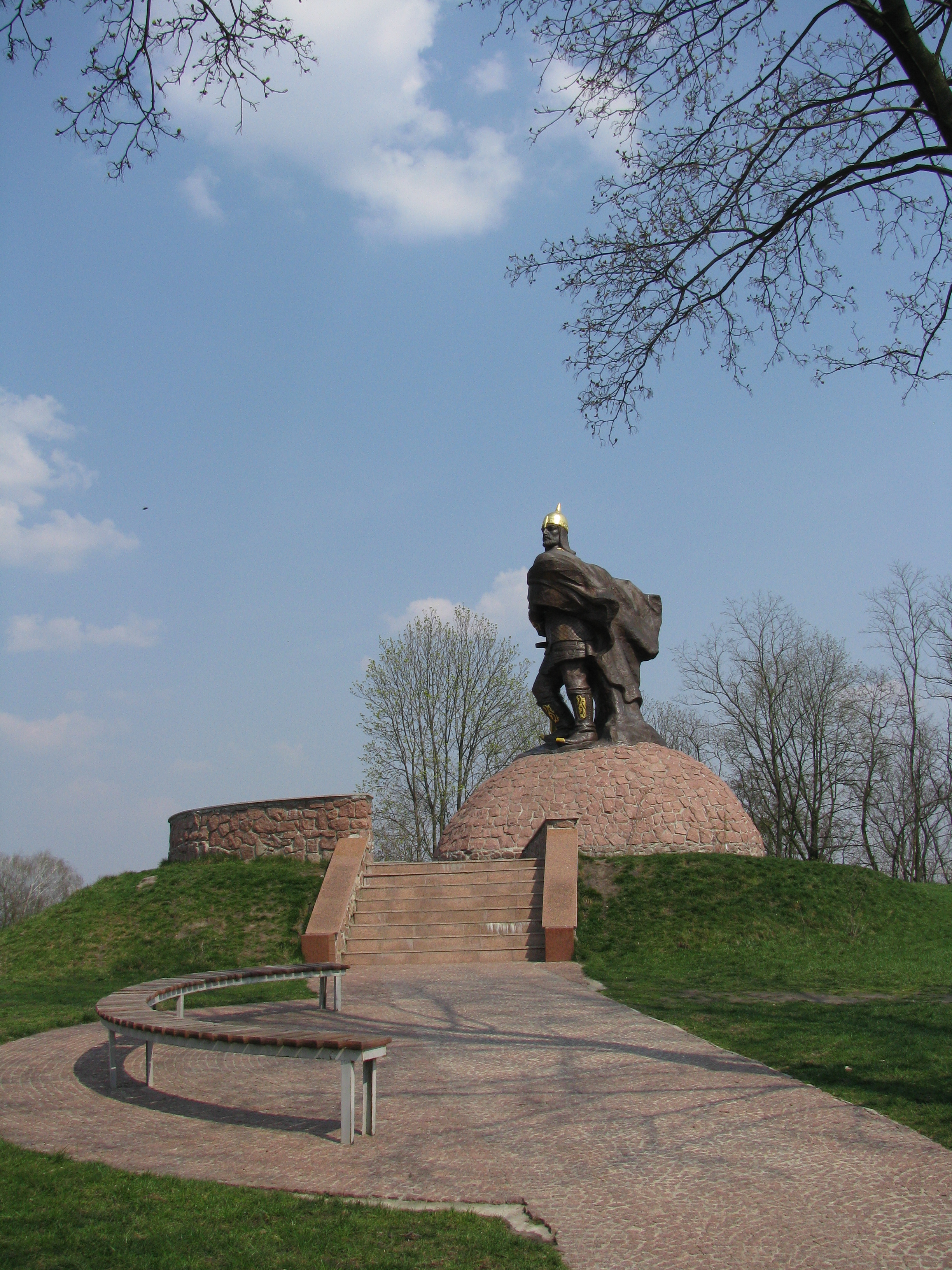
Ancien site cosaque, classé[8].
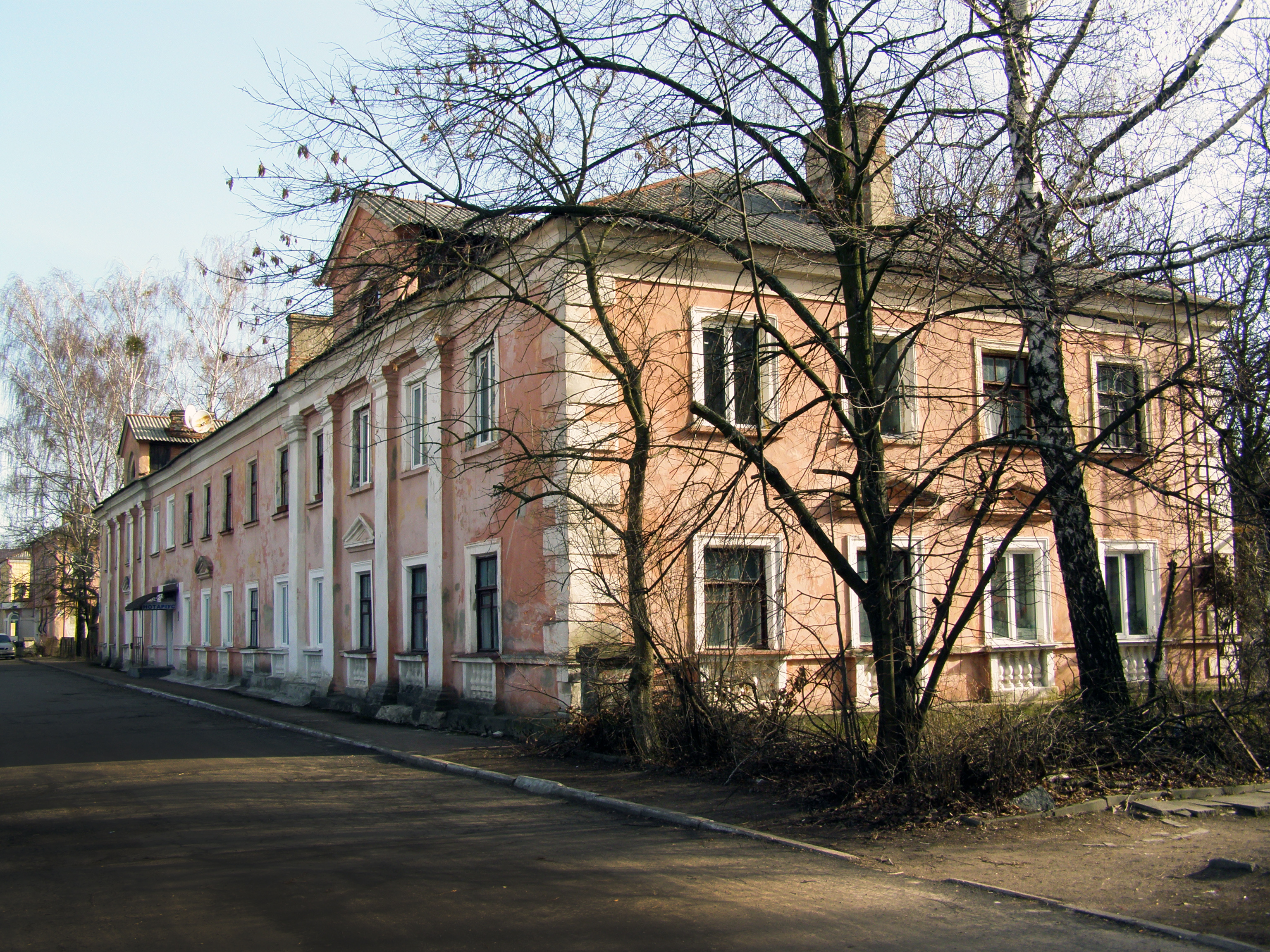
Résidence, classée[9].
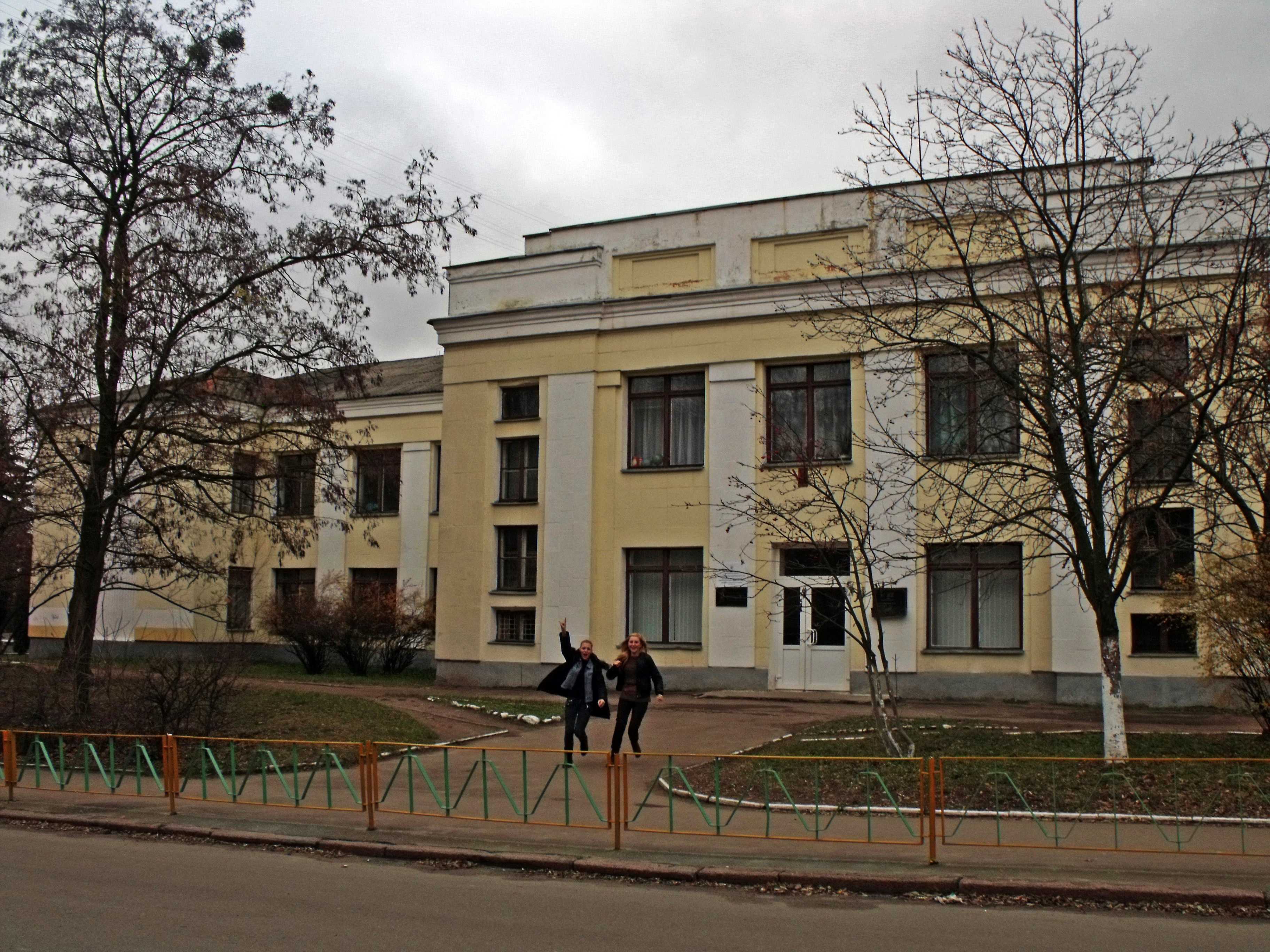
Ecole de héros de Union soviétique Yanevicht et Kozachenko, classée[10].
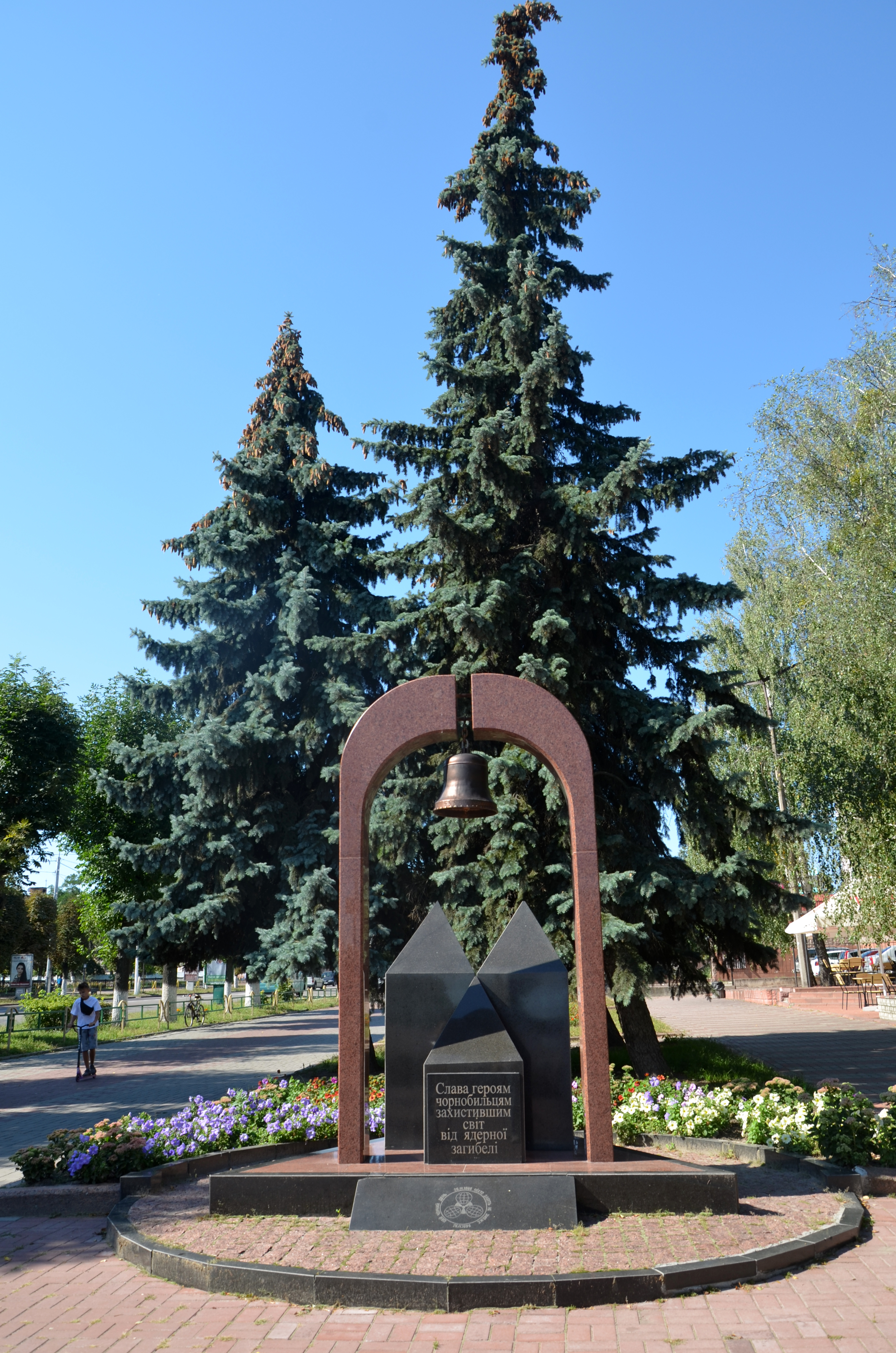
Mémorial à la tragédie de Tchernobyl, classé[11].